# Eric Börjeson
Eric Hugo Börjeson, född 31 januari 1964 i Solna församling, är en svensk filmfotograf och undervattensfotograf. Börjeson är utbildad vid Dramatiska institutet i Stockholm.

## Filmfoto i urval
- 1994 – Oxhunger
- 1995 – Tjugo vintrar - tjugo somrar
- 1997 – Calling Killerwhales
- 2001 – Din plats på jorden
- 2005 – Kärlek och fiskpinnar
- 2011 – At Night I Fly
- 2011 – Han tror han är bäst

## Undervattensfoto i urval
- 2011 - Kon-tiki
- 2011 - Betraktelser
- 2011 - Isdraken
- 2011 - Maria Wern
- 2010 - The coral eden
- 2010 - Kronjuvelerna
- 2010 - Return of the Ghost ship
- 2009 - Vasa 1628
- 2009 - Svinalängorna
- 2008 - Océans
- 2008 - Beck - I stormens öga
- 2008 - I skuggan av värmen
- 2008 - Allt flyter
- 2005 – Steget efter
- 2005 – Kim Novak badade aldrig i Genesarets sjö
- 2004 – Strandvaskaren
- 2001 - En sång för Martin
- 2000 - Dykaren
- 1997 – Under ytan